# 琉球案
琉球案，又稱球案、琉球事件、琉球問題，指的是1879年日本将琉球藩改制为冲绳县後，中國清朝政府與日本明治政府之間產生的外交糾紛案件。在這個外交糾紛中，两国在前美国总统格兰特调解下展开谈判，清朝主张奄美群岛归日本，冲绳群岛归琉球王室，宫古和八重山则纳入清朝，但被日本拒絕。日本提议将宫古、八重山等岛屿让与清朝，但条件是修改中日友好通商条约，获得在华内地贸易权和最惠国待遇。後來在雙方多次交涉之下，日本於1880年同意让出宮古、八重山之地，讓清廷擁立琉球王室重建琉球國。雖然清方起初表示同意该项安排并準備簽訂條約，但遭到流亡清朝的琉球人的強烈抗議，最终推翻和議。最終日方以背約為由，拒絕再與清方進行任何談判。
此後在朝鮮壬午事變和中法越南戰爭期間，流亡清朝的琉球人多次上書，要求清廷像保護朝鮮和越南一樣保護琉球；在1894年的甲午戰爭期間，提議清朝攻打琉球之地。最終清朝在甲午戰爭中戰敗，割讓澎湖與台灣，國力大衰，不再對日本提出琉球問題。

## 背景
1609年，日本薩摩藩入侵琉球之後，琉球成為薩摩藩的附庸國。薩摩藩派遣官員監督琉球的內政，而另一方面，琉球仍舊奉中國為宗主國，並向中國朝貢。1868年，日本江戶幕府倒臺之後，明治天皇親政，並發起明治維新。1871年，日本施行廢藩置縣，薩摩藩也隨之被廢除，改為鹿兒島縣。同年，琉球人漂流到臺灣八瑤灣，被當地原住民（生番）殺害，即八瑤灣事件。而当时日本駐华公使柳原前光在參與中日之間簽訂修好條規的談判時獲知了此事，聲稱琉球是日本的附庸國，並向清朝提出賠償要求。清朝以「生番係我化外之民」為由拒絕。翌年，日本將琉球國改為琉球藩，將琉球國王尚泰冊封為琉球藩王。
1873年，日本小田縣漁民在臺灣被原住民抢掠。日本國內要求討伐臺灣的呼聲日高，遂以「生番係化外之民」為話柄，認定臺灣“無主之地”，為於翌年攻打臺灣。這就是牡丹社事件。在此次事件後，日本代表大久保利通前往北京，同清方代表李鴻章簽訂北京專約，承認了日本的軍事行動為“保民義舉”。

## 琉球與清朝斷交
牡丹社事件後，日本認為清朝承認此次行動為“保民義舉”，即是間接承認琉球屬於日本；隨後在1875年，日本派遣松田道之至琉球，要求琉球停止向清朝朝貢、效仿日本施行維新，並要求藩王尚泰入朝。
琉球王府多次向松田道之交涉，請求繼續向清朝朝貢，但被松田拒絕了。隨後，琉球王府又派遣毛有斐（池城親方安規）、馬兼才（與那原親方良傑）、向德宏（幸地親方朝常）等人赴東京情願，但遭到日本政府拒絕。1877年，毛有斐在東京逝世，遣向德宏歸國，並建議尚泰王向清廷求助。
同年，向德宏（幸地親方朝常）、林世功（名城里之子親雲上）、蔡大鼎（伊計親雲上）等人奉命來到福州，對外宣稱探問尚未歸國的進貢使毛精長（國頭親雲上盛乘）一行的消息，實則向福建巡撫丁日昌報告日本禁止琉球朝貢之事。此事遂被清廷知悉。
當時，清廷派遣侍講何如璋擔任第一任駐日本公使。清日之間因牡丹社事件而引發的爭端雖告一段落，但琉球朝貢之事卻成為新的爭端。丁日昌建議光緒帝讓何如璋就此事向日本抗議，並邀請西方駐日本公使按照萬國公法進行評理。何如璋表示“以臣駑駘，懼弗勝任；惟有統籌時局、恪守條規，草創討論。”何如璋到任後的第一件事，便是邀請荷、法、美、英等國公使評理；琉球在日本的使臣亦在外國使館活動，並尋求日本官員的支持。

## 日本吞併琉球
琉球官員和清朝公使的活動令日本政府陷入外交困境中。為了擺脫這種困境，內務卿伊藤博文授權松田道之全權負責“琉球藩處置案”，準備吞併琉球。1878年12月28日，松田道之驅逐了琉球在東京的所有官員，令他們歸國。翌年3月25日，松田道之率七百餘人再度到達琉球；27日向藩王代理尚弼（今歸仁王子朝敷）傳達了廢除琉球藩、設置沖繩縣的消息。日本要求尚泰王前往東京，但尚泰王稱病不往，4月27日，遣王世子尚典先赴東京，請求免除尚泰上京的要求，但遭到拒絕。尚泰被迫於5月27日前往東京。

## 清廷的抗議和日本的反駁
就在王世子尚典出發前往東京的前夕，飛書傳信給身在福州的向德宏，要求他立即進京師請求交涉。清廷於5月10日得知了琉球被吞併的消息，總理衙門照會日本駐清公使宍戶璣，以琉球的宗主國的身份向日本表示強烈抗議，並聲稱“今琉球有何得罪於貴國，一旦廢為郡縣，固與修好條規第一款所云‘兩國所屬邦土以禮相待’等語不符。且琉球既為中國並各國認其自為一國，乃貴國無端滅人之國，絕人之祀，是貴國蔑視中國並各國也。”
這份照會隨後被轉至東京，日本外務卿寺島宗則表示“此乃我國內政，不容他人干涉”。何如璋又覆函回擊，稱琉球“自為一國，為我藩屬，…論其名義，則於我為服屬之國。…來文忽曰內政，本大臣實所不解也。”對此，日本發表《說略》，強調琉球自從江戶時代以來便“名副其實為我帝國專屬之地”，而清廷對琉球的關係則是“虛文之朝貢、虛名之冊封”，故而對琉球擁有主權。雙方各執一詞，爭執不休。

## 琉球的三分方案和兩分方案
6月12日，美國前總統尤利西斯·格蘭特訪問中國，在天津會見了李鴻章。在提到琉球問題時，格蘭特認為，西方列強對於清日兩國日漸緊張的關係都幸災樂禍，並非常擔心英國駐日本公使巴夏禮的煽風點火。格蘭特根據《萬國公法》，認為清方給日本的照會有失禮之處，建議撤回照會，則日本人自然悅服。這個建議被總理衙門的接受，清方照會日本，稱希望暫時擱置從前爭辯，按格蘭特的建議進行斡旋。
7月3日，格蘭特自中國來到日本，在橫濱港上岸。伊藤博文等人於7月17日同格蘭特會面，並徵詢了他的意見。8月10日，格蘭特攜美國駐日本公使平安，在東京濱離宮會見明治天皇和太政大臣三條實美。表示希望雙方以互讓的原則，友好地解決此問題。在會談中，格蘭特還認為若是日本吞併琉球將「斷絕清國與太平洋之通道」，建議日本「予彼以太平洋之廣闊通路，如至此議，彼將應承之」。
在格蘭特的調停下，清日雙方都同意重新進行談判。日本為了掌握談判的主動權，在井上毅的建議下，令駐清公使宍戶璣全權負責談判，並將談判地點設定在京師，以便第一時間獲得清廷動向。
12月，日本大藏少書記官竹添進一郎來到天津，與李鴻章進行了一系列預備性交涉。這次交涉自1879年12月起至翌年的4月。在4月4日的會談中，竹添進一郎非公開地提出琉球的二分方案，即清方應承認日本對琉球的統治，日本應將宮古、八重山割讓給清方。李鴻章則指出，北島與日本風俗相近，故而清方主張琉球三分方案，即“南島歸中國，北島歸日本，中島歸琉球以復國”；根據何如璋發給總理衙門的報告，此提議是格蘭特會見何如璋時提出。日方聲稱這個方案無法實現，且格蘭特與伊藤博文會面時並未提出此方案。隨後日方向格蘭特和平安詢問時，二人皆稱沒有此事，因此日方懷疑此事為何如璋捏造。
4月17日，日本召開內閣會議，決定將琉球南方的宮古、八重山割讓給清國，並要求清方給予日本最惠國條款。大藏省大書記官井上毅持此案急赴京師。5月2日，竹添進一郎被任命為天津領事，與井上毅一起前往京師協助宍戶璣。
8月18日，宍戶璣等人至總理衙門，與王大臣沈桂芬、景廉、王文韶等人展開談判，並正式提出分島改約方案，即日方割讓宮古、八重山給清方，要求清方給予日本最惠國待遇。當時清朝與俄羅斯帝國因伊犁事件而發生爭執，而日本與俄羅斯就樺太（庫頁島）問題亦發生糾紛。故而兩國都有互相提攜、抗擊俄國的聲音。對此提議，李鴻章表示，建議總理衙門可以考慮此提案，但因拒絕最惠國要求。李鴻章向日方提出引渡尚泰、在南島復國的要求，但遭日本拒絕，日方暗示清廷可以立尚氏王族為王。消息傳至東京，琉球群臣議立次子尚寅（宜野灣王子朝廣），但尚泰厲聲斥責之，李鴻章遂有立向德宏之心。總理衙門表示滿意，隨後李鴻章徵求向德宏意見。向德宏稱「八重山、宮古二島土產貧瘠，不能自立，尤割南島，另立監國，斷斷不可行」，又「伏地大哭不起」。向德宏的忠義卻感動了李鴻章，使李鸿章改变了支持“两分案”的态度，于10月19日致函总理衙门“请球案缓结”。但是，在收到这封信函之前，总理衙门已于10月21日承認了日方提案，並將於三個月內簽字生效。
身處毛精長、林世功等人也多次上書反對這個提案，但沒有結果。眼看這個條約即將簽訂，林世功決定以死來阻止。他向清廷寫下了奏摺，隨後留下絕命詩二首，在北京總理衙門前揮劍自殺。他的奏摺則被 蔡大鼎上呈清廷。22日，得知此事的慈禧太后認為林世功是琉球王室的忠臣，贈白銀200兩，厚葬於通縣張家灣立禪庵村（今北京市通州區張家灣鎮立禪庵村）。
林世功的自殺給清廷以很大震動， 11月17日，總辦葉毓桐赴日本公使館，向書記官田邊太一出示光緒帝的詔書，表示清廷希望暫緩簽訂條約，由北洋大臣李鴻章、南洋大臣劉坤一商議後再議。李鴻章對於竹添進一郎棄他而去暗中前往京師協助宍戶璣非常不滿，對於總理衙門將他排除在談判之外也十分生氣，對格蘭特在談判斡旋中的兩面派作風更是大為光火，於是刻意阻撓和議；他向清廷奏稱：“臣思中國以存琉球宗社為重，本非利其土地。今得南島以封琉球，而球人不願，勢不能不派員管理。既蹈義始利終之嫌，且以有用之兵餉，守甌脫不毛之地，勞費正自無窮。而道里遼遠，實有孤危之慮，若憚其勞費而棄之不守，適墜人狡謀。且恐西人踞之，經營墾辟，扼我太平洋咽喉，亦非中國之利。是不議改約，而僅分我以南島，猶恐進退兩難，致貽後悔。今之議改前約，儻能竟釋琉球國王，畀以中、南兩島，複為一國，其利害尚足相抵，或可勉強允許。不然，彼享其利，我受其害，且並失我內地之利，竊所不取也。臣愚以為日本議結琉球之案暫宜緩允。”劉坤一亦上表反對議和。
清廷的變卦使日本外務卿井上馨十分不滿。當時清俄正在就伊犁問題陷入爭執，日本便趁機施壓。30日，井上命宍戶璣追究清方拖延簽字的責任。12月27日，宍戶向總理衙門表示抗議。但在李鴻章的影響下，總理衙門沒有做出答覆。1881年1月20日，宍戶璣憤而歸國。總理衙門極力挽留未果。就在此時，清俄伊犁衝突越來越白熱化，俄國陳兵於東北和西北邊境，清朝不得不暫時擱置琉球案。

## 琉球案的再議
1882年2月，黎庶昌接替何如璋任駐日公使，再度提起琉球案。3月30日，李鴻章與竹添進一郎在天津再度會談。李鴻章仍舊提出恢復尚泰王位的要求，並表示希望宍戶璣能夠來清國復任。恢復琉球的提議被竹添拒絕。黎庶昌提出，日方將南島和首里城割讓給清國，冊封琉球王。但此時朝鮮發生壬午事變，越南發生北圻變故，清廷無暇處理此事。11月19日，大藏卿松方正義主動拜訪黎庶昌，以私人身份探聽清方對琉球案的態度。雙方初步達成共識，松方提出釋放尚氏為世襲沖繩縣縣令，管理中島和南島，聽憑其向清朝朝貢並接受清朝冊封。但此案還須獲得李鴻章和井上馨的決定。
黎庶昌將會談結果報告給李鴻章後，李鴻章雖對此有滿意之色，但對琉球歸屬日本專有一條略顯難色，便詢問總理衙門，得到了否定的答覆。於是李鴻章便令黎庶昌暫緩和議。黎庶昌又欲利用1883年即將到期的《中日修好條規》改約之事向日方施壓，但井上馨以清方背約為由，令駐清公使榎本武揚將琉球案從議程中刪去。清日雙方又展開多次談判，皆不得要領。李鴻章在1885年與榎本武揚的會談中無奈地說：“此問題若在宍戶公使負責時就已解決，那是最好不過了。事到如今，本大臣已別無他策。”
1894年清國向日本宣戰時，向德宏等人曾經向清廷提議攻打琉球，並得到部分清朝官員的支持。但清廷最終沒有出兵琉球。在此期間，琉球親清派士族在向志禮（義村按司朝明）的率領下，以祭祀先王的名義前往寺廟和神社，祈禱清朝戰勝日本；但翌年清朝戰敗，在《馬關條約》中，清朝將臺灣割讓給日本，琉球屬於日本遂成為定局。

## 現代琉球問題的再次提出
1937年4月5日，清明节时为进一步营造中国共产党和中国国民党联合抗日的社会舆论，中国共产党和中国国民党分别派出代表一起在黄帝陵举行国共两党共同公祭黄帝陵仪式，两党公祭代表在公祭仪式上分别宣读两党的《祭黄帝陵文》，中国共产党的《祭黄帝陵文》由毛泽东亲笔撰写。
苏维埃政府主席毛泽东、人民抗日红军总司令朱德，敬派代表林祖涵，以鲜花时果之仪致祭于我中华民族始祖轩辕黄帝之陵。而致词曰：
|                                         | 琉台不守，三韩为墟。 辽海燕冀，汉奸何多！ |
| ——毛澤東，《四言诗·祭黄帝陵》第七、八行 |                                           |

二战期间随着《開羅宣言》（1943）、《波茨坦公告》（1945）等战时政治声明的发布，盟军提出了戰後處置日本的总体原则和大致框架，表示战后日本的领土范围将由同盟国决定，日本政府接受了這些声明。1945年至1951年间，琉球群岛处于美国军事占领状态。最终在1951年签订的《旧金山和平条约》的第3条规定中，日本同意将琉球群岛的施政权交予美国，同时日本保留剩余主权。此後琉球被美國治理，直到1972年5月15日美国将其根据和约第三条获得的施政权返还日本。
自2005年中日釣魚臺爭議日漸白熱化以來，琉球問題被中國學者再度提出。2005年8月1日，中國研究國際問題的刊物《世界知識》刊文主张，美國返還沖繩缺乏國際法依據，所以“沖繩歸屬地位未定”。2009年12月北京大學教授徐勇表示，明治年間吞併琉球以及後來的沖繩返還都違反國際法。中國民間甚至有“使用武力奪回琉球”的聲音。
2013年5月8日，中共中央机关报《人民日報》及其人民網刊文稱，不僅臺灣島、釣魚島列嶼、澎湖列島要回歸中國，歷史上懸而未決的琉球問題也到了可以再議的時候。

## 腳註
1. ↑  《從“筆談外交”到“以史為鑒”——中日近代關係史探研》，第6頁
2. 1 2 3 4 5 6 7  《從“筆談外交”到“以史為鑒”——中日近代關係史探研》，第23~26頁
3. 1 2  《明治前期日中關係史研究》，第46頁
4. ↑  《明治前期日中關係史研究》，第110頁
5. ↑  《清末中琉日關係史研究》，第311頁
6. ↑  《明治前期日中關係史研究》，第47頁
7. ↑  《尚泰侯實錄》
8. ↑  李鴻章，《李文忠公全集·卷十一·請球案緩結》
9. 1 2  《清末中琉日關係史研究》，358~360頁。
10. ↑  Kerr, George. Okinawa: The History of an Island People. Revised Edition. Boston: Tuttle Publishing, 2000.p390.
11. ↑  《明治前期日中關係史研究》，第48頁
12. ↑  《明治前期日中關係史研究》，第117頁
13. ↑  《明治前期日中關係史研究》，第119頁
14. 1 2  《明治前期日中關係史研究》，第126頁
15. 1 2  《從“筆談外交”到“以史為鑒”——中日近代關係史探研》，第30~33頁
16. ↑   (PDF).   [2013-11-14]. （原始内容存档 (PDF)于2021-02-09）.
17. ↑  . 古诗文网www.gushiwen.cn.
18. ↑  社科院专家：依据战后处置日本规定 琉球也到可再议的时候 的存檔，存档日期2013-10-06.